# Russellville (Missouri)
Russellville é uma cidade localizada no estado americano de Missouri, no Condado de Cole.

## Demografia
Segundo o censo americano de 2000, a sua população era de 758 habitantes.
Em 2006, foi estimada uma população de 730, um decréscimo de 28 (-3.7%).

## Geografia
De acordo com o United States Census Bureau tem uma área de
2,0 km², dos quais 2,0 km² cobertos por terra e 0,0 km² cobertos por água. Russellville localiza-se a aproximadamente 266 m acima do nível do mar.

## Localidades na vizinhança
O diagrama seguinte representa as localidades num raio de 20 km ao redor de Russellville.